# アマンシオ・アマロ
アマンシオ・アマーロ・バレーラ(Amancio Amaro Varela、1939年10月16日 - 2023年2月21日）は、スペイン・ア・コルーニャ県ア・コルーニャ出身の元サッカー選手、サッカー指導者。現役時代のポジションはフォワード。
「イエイエ・マドリード（Yé-yé Madrid）」と呼ばれた1960年代のレアル・マドリードの黄金期にあってエースストライカーを務め、2022年10月から2023年2月までレアル・マドリードの名誉会長を務めた。

## 経歴
15歳の時にビクトリアに入る。1958-1959シーズンにデポルティーボ・ラ・コルーニャに移籍、当時2部リーグだったデポルティーボ・ラ・コルーニャを1部に押し上げ、その活躍によって多くの強豪チームのスカウトにインパクトを与え、1962-1963シーズンにレアル・マドリードに加入した。

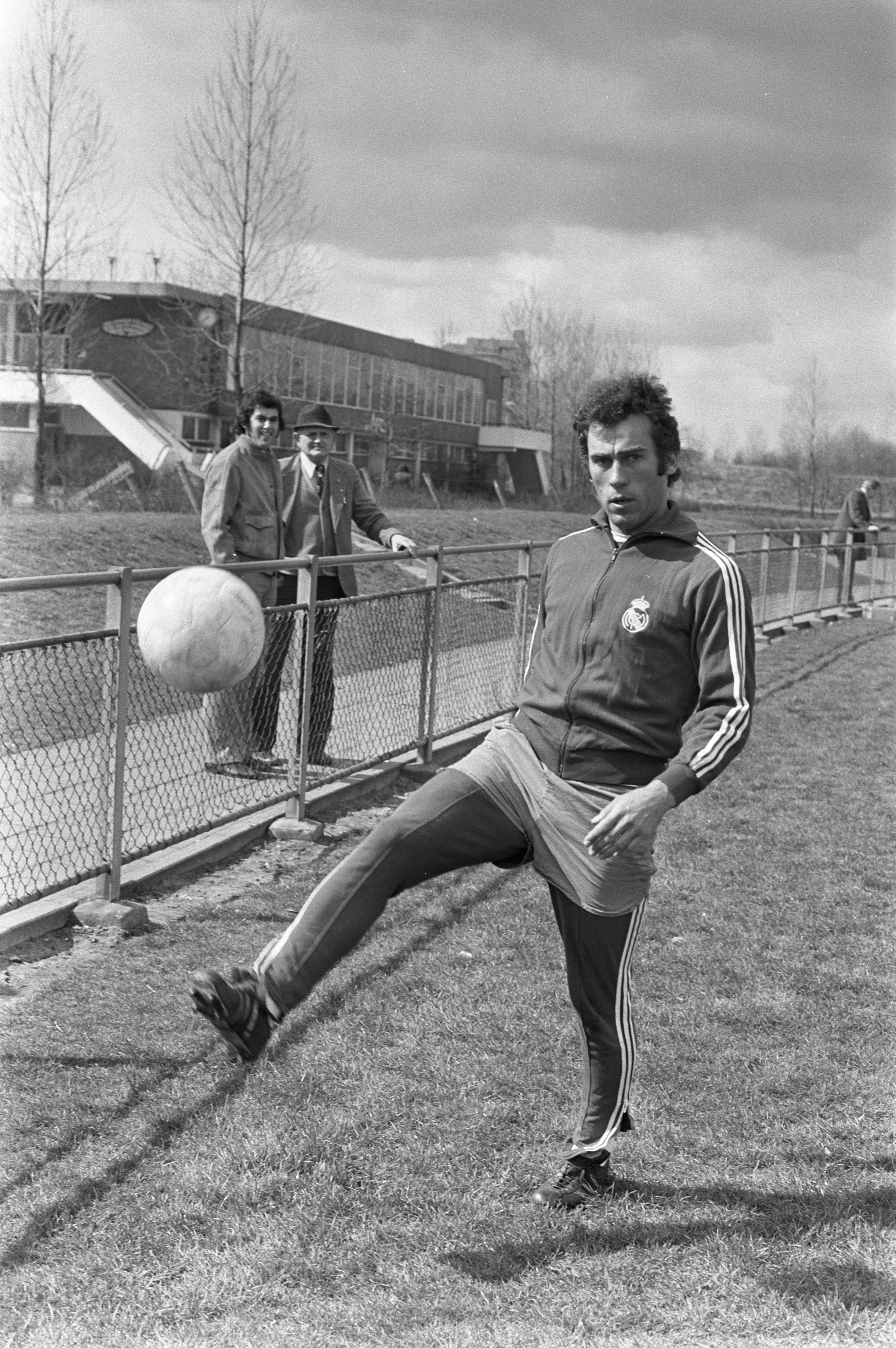
ボールを蹴るアマンシオ（1973年）

レアル・マドリードでは、リーグ優勝9回、コパ・デル・レイ3回、UEFAチャンピオンズリーグ優勝などを成し遂げ、自身もレアル・マドリードの選手としてリーグ119得点、その他大会も含めると155得点を挙げ、2度のピチーチ賞に輝いた。1964年のバロンドールでは、デニス・ロー、ルイス・スアレスらに次いで3番目に多い得票数を集めた。代表でも1964 欧州ネイションズカップ、1966 FIFAワールドカップのスペイン代表に選ばれた。1975-1976年に引退し、レアル・マドリードのテクニカルスタッフに参加した。
引退後はコーチとしてレアル・マドリードのジュニアチームを1年間指導し、その後ビジネスに専念する決意をしたが、1982年に会長のルイス・デ・カルロスによって再びレアル・マドリードに戻った。レアル・マドリード・カスティージャの監督として将来キンタ・デル・ブイトレと呼ばれるエミリオ・ブトラゲーニョ、ミチェル、マルティン・バスケス、マヌエル・サンチスらを率い、就任2年目の1983-1984年に2部リーグ優勝に導いた。その後、トップチームの監督もしたが結果が出せず、監督を辞任した。
2022年10月2日に行われたレアル・マドリードの年次総会にて、同年1月に死去したフランシスコ・ヘントの後任としてレアル・マドリード第3代名誉会長に任命された。
2023年2月21日、レアル・マドリードが公式サイトにて死去した事を発表。83歳没。

## 個人成績

### クラブ成績
| クラブ                         | シーズン | リーグ戦                 | リーグ戦 | リーグ戦 | カップ戦 | カップ戦 | 欧州カップ戦 | 欧州カップ戦 | 通算 | 通算 |
| クラブ                         | シーズン | リーグ                   | 出場     | 得点     | 出場     | 得点     | 出場         | 得点         | 出場 | 得点 |
| ------------------------------ | -------- | ------------------------ | -------- | -------- | -------- | -------- | ------------ | ------------ | ---- | ---- |
| デポルティーボ・ラ・コルーニャ | 1958-59  | セグンダ・ディビシオン   | 11       | 3        | 6        | 4        | —            | —            | 17   | 7    |
| デポルティーボ・ラ・コルーニャ | 1959-60  | セグンダ・ディビシオン   | 26       | 10       | 4        | 5        | —            | —            | 30   | 15   |
| デポルティーボ・ラ・コルーニャ | 1960-61  | セグンダ・ディビシオン   | 29       | 16       | 4        | 4        | —            | —            | 33   | 20   |
| デポルティーボ・ラ・コルーニャ | 1961-62  | セグンダ・ディビシオン   | 26       | 25       | 2        | 2        | —            | —            | 28   | 27   |
| デポルティーボ・ラ・コルーニャ | 合計     | 合計                     | 92       | 54       | 16       | 15       | 0            | 0            | 108  | 69   |
| レアル・マドリード             | 1962-63  | プリメーラ・ディビシオン | 28       | 14       | 8        | 1        | 2            | 0            | 38   | 15   |
| レアル・マドリード             | 1963-64  | プリメーラ・ディビシオン | 24       | 6        | 3        | 1        | 8            | 3            | 35   | 10   |
| レアル・マドリード             | 1964-65  | プリメーラ・ディビシオン | 22       | 9        | —        | —        | 5            | 6            | 27   | 15   |
| レアル・マドリード             | 1965-66  | プリメーラ・ディビシオン | 25       | 8        | 2        | 0        | 7            | 5            | 34   | 13   |
| レアル・マドリード             | 1966-67  | プリメーラ・ディビシオン | 25       | 7        | 5        | 0        | 6            | 0            | 36   | 7    |
| レアル・マドリード             | 1967-68  | プリメーラ・ディビシオン | 28       | 10       | 8        | 5        | 7            | 4            | 43   | 19   |
| レアル・マドリード             | 1968-69  | プリメーラ・ディビシオン | 29       | 14       | 1        | 0        | 2            | 1            | 32   | 15   |
| レアル・マドリード             | 1969-70  | プリメーラ・ディビシオン | 29       | 16       | 9        | 6        | 3            | 1            | 41   | 23   |
| レアル・マドリード             | 1970-71  | プリメーラ・ディビシオン | 19       | 6        | 2        | 0        | 9            | 0            | 30   | 6    |
| レアル・マドリード             | 1971-72  | プリメーラ・ディビシオン | 28       | 6        | 6        | 0        | 3            | 1            | 37   | 7    |
| レアル・マドリード             | 1972-73  | プリメーラ・ディビシオン | 25       | 8        | 2        | 0        | 7            | 1            | 34   | 9    |
| レアル・マドリード             | 1973-74  | プリメーラ・ディビシオン | 26       | 8        | 3        | 0        | 1            | 0            | 30   | 8    |
| レアル・マドリード             | 1974-75  | プリメーラ・ディビシオン | 17       | 3        | 7        | 1        | 2            | 0            | 26   | 4    |
| レアル・マドリード             | 1975-76  | プリメーラ・ディビシオン | 19       | 4        | 2        | 0        | 7            | 0            | 28   | 4    |
| レアル・マドリード             | 合計     | 合計                     | 344      | 119      | 58       | 14       | 69           | 22           | 471  | 155  |
| 通算                           | 通算     | 通算                     | 436      | 173      | 74       | 29       | 69           | 22           | 579  | 224  |

### 代表成績
| スペイン代表 | 国際Aマッチ | 国際Aマッチ |
| 年           | 出場        | 得点        |
| ------------ | ----------- | ----------- |
| 1962-63      | 3           | 1           |
| 1963-64      | 4           | 3           |
| 1964-65      | 1           | 0           |
| 1965-66      | 3           | 1           |
| 1966-67      | 2           | 0           |
| 1967-68      | 5           | 3           |
| 1968-69      | 7           | 1           |
| 1969-70      | 4           | 1           |
| 1970-71      | 5           | 0           |
| 1971-72      | 3           | 0           |
| 1972-73      | 4           | 1           |
| 1973-74      | 1           | 0           |
| 通算         | 42          | 11          |

## タイトル
- レアル・マドリード
  - リーガ・エスパニョーラ：1963, 1964, 1965, 1967, 1968, 1969, 1972, 1975, 1976
  - コパ・デル・レイ：1970, 1974, 1975
  - UEFAチャンピオンズカップ：1965-66
  - ピチーチ賞：1969-1970, 1970-1971
- スペイン代表
  - 欧州ネイションズカップ：1964
- 個人タイトル
  - スペイン1部リーグ得点王：1968-69, 1969-70
  - スペイン2部リーグ得点王：1961-62
  - UEFA欧州選手権優秀選手：1964
  - FIFA年間ベストイレブン：1968[4]